# Hamataliwa peterjaegeri
Hamataliwa peterjaegeri là một loài nhện trong họ Oxyopidae.
Loài này thuộc chi Hamataliwa. Hamataliwa peterjaegeri được Christa L. Deeleman-Reinhold miêu tả năm 2009.